# 澤列尼蓋 (佩特羅拉夫利夫卡區)
澤列尼蓋（烏克蘭語：Зелений Гай），是烏克蘭的村落，位於該國中部第聶伯羅彼得羅夫斯克州，由佩特羅拉夫利夫卡區負責管轄，處於蘇希比喬克河右岸，距離新謝利夫卡0.5公里，海拔高度103米。